# 이혜영 (프로게이머)
이혜영(李惠英, 1977년 12월 6일 ~ )은 대한민국의 스타크래프트 프로게이머이다. 2004년경 은퇴. 안양시 출신.

## 경력

### 여성부 대회
- 제1차 ghem TV 스타리그 여성부 준우승 (우승 김가을)
- 제2차 ghem TV 스타리그 여성부 8강

### 기타 대회
- PKO 대학리그 여성 최강전 우승
- 제3회 KGL 준우승
- 제1회 게임벅스 커플전 우승

## 기타
- 1999년 게임을 시작했다고 한다.[2]
- 2003년에는 동료 여성 프로게이머 윤지현의 개인사업인 보드게임 카페의 대학로점 지점장으로 일했다고 한다.[2]